# Rijen

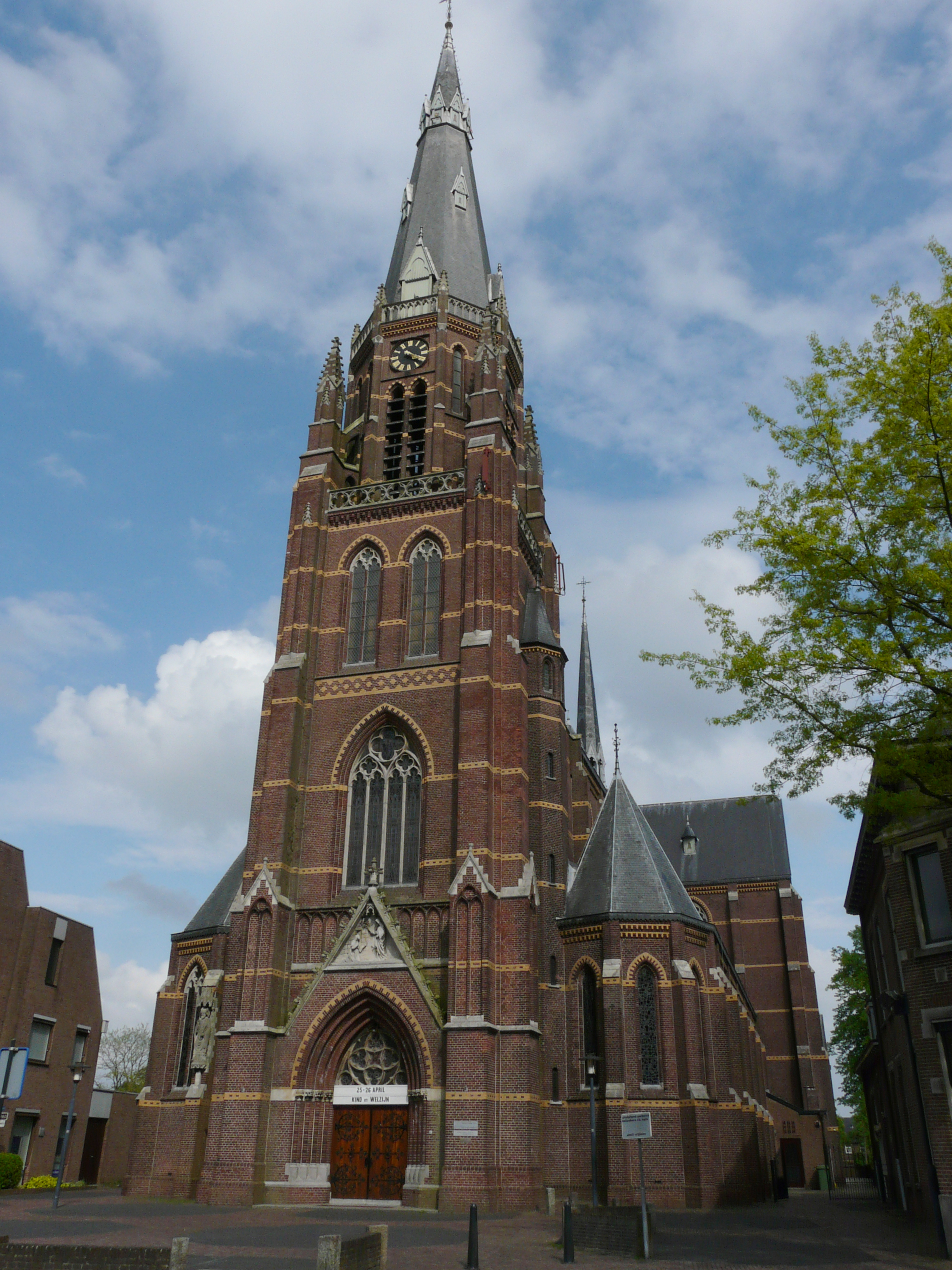
Maria Magdalenakerk

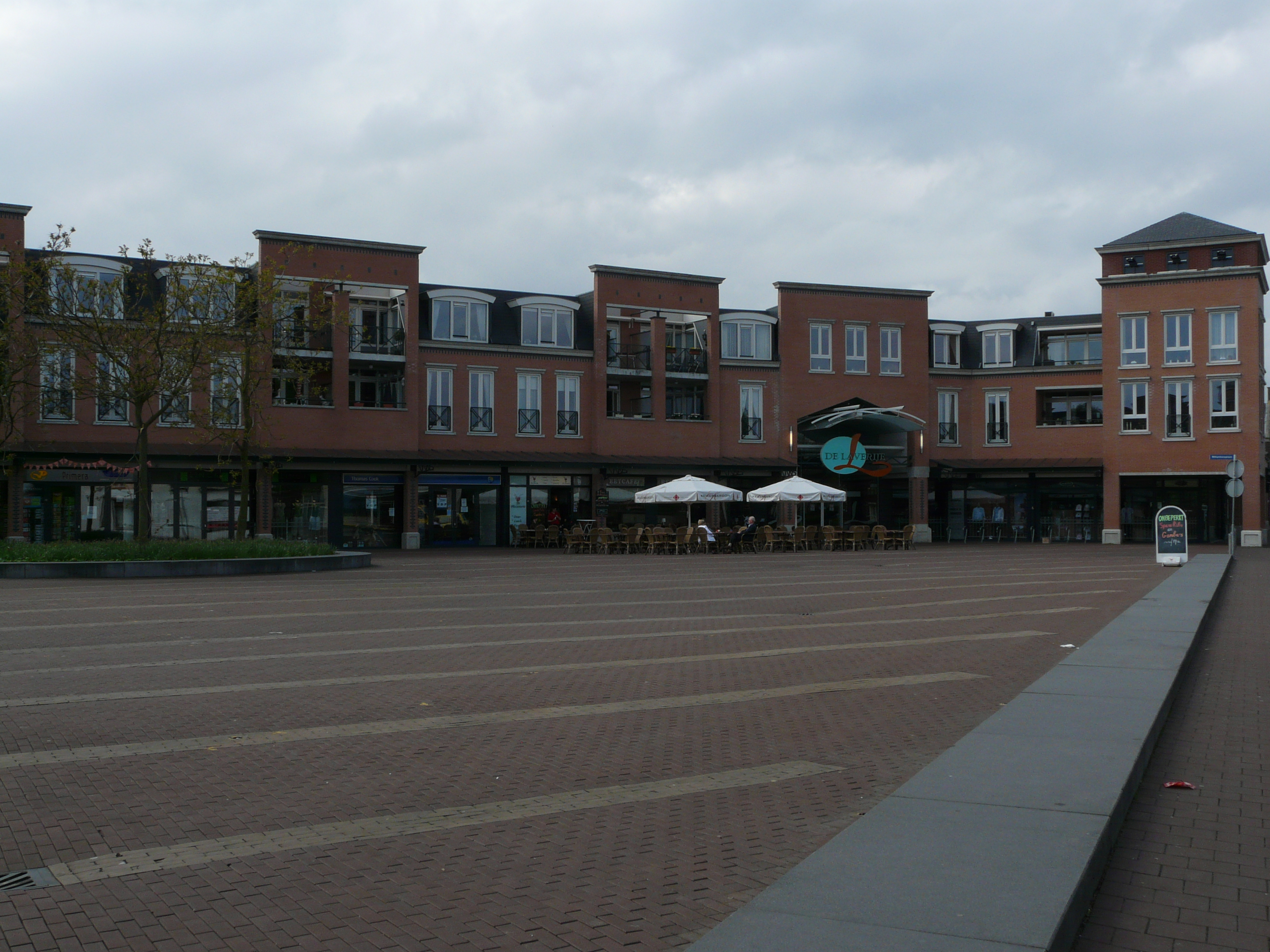
Winkelcentrum de Laverije

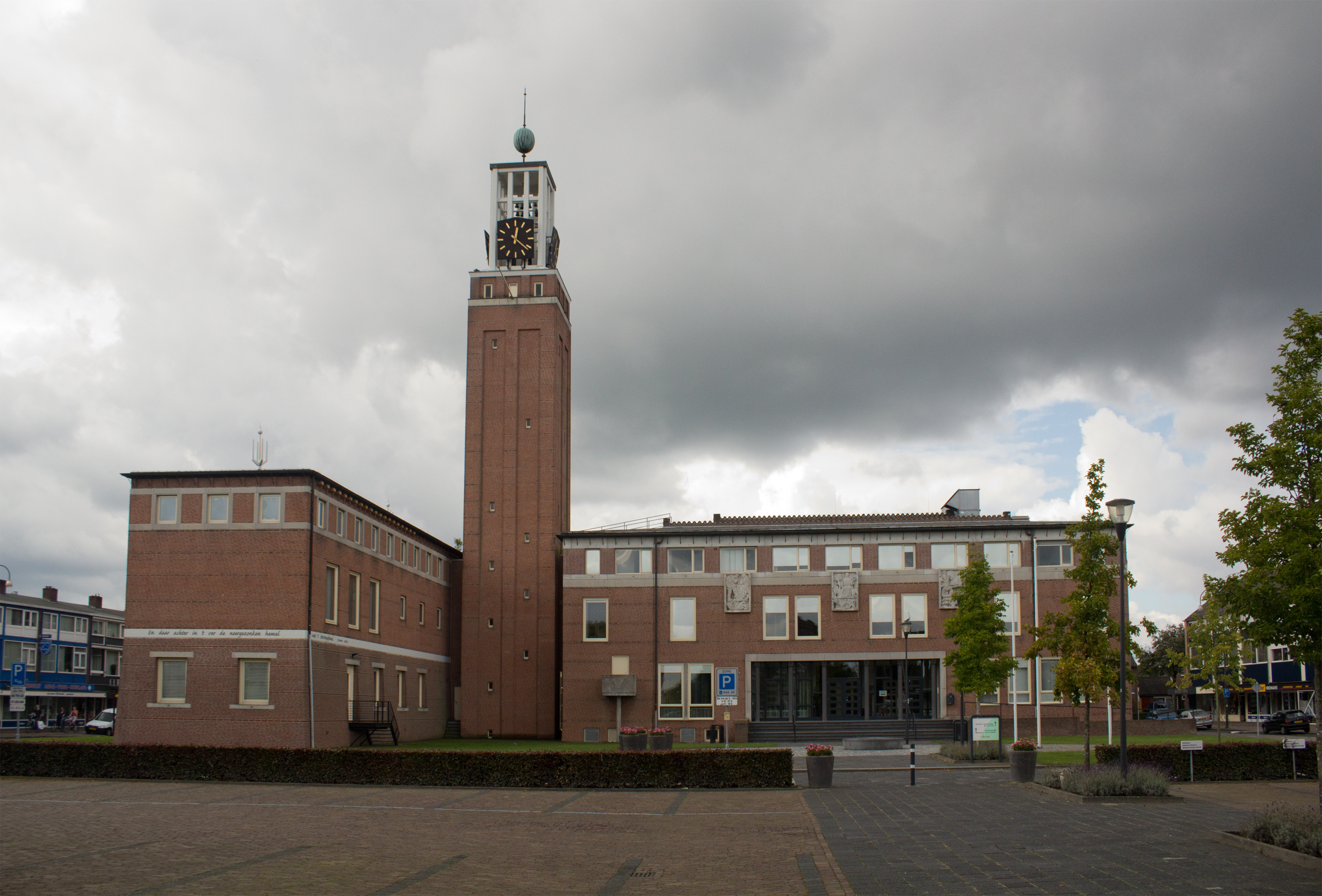
Het gemeentehuis

Rijen (Brabants: de Rijen) is de grootste plaats van de Nederlandse gemeente Gilze en Rijen. Ook bevindt zich hier het gemeentehuis. Rijen is gelegen ten noorden van de A58, tussen Breda en Tilburg. Op 1 januari 2023 had het dorp 16.680 inwoners (CBS). Het centrum, met gemeentehuis en winkelcentrum, ligt rondom de Hoofdstraat.

## Etymologie
De naam Rijen komt vermoedelijk van Rijt, dat "kleine waterloop" betekent. Van de jaren '20 tot '50 van de 20e eeuw was de spelling Reijen soms in gebruik. Naar verluidt vonden de leerfabrikanten dit chiquer staan.

## Geschiedenis
Rijen was vanouds een buurtschap van Gilze, behorende tot de Baronie van Breda. Deze buurtschap kreeg in 1464 een kapel en werd in 1524 verheven tot zelfstandige parochie. Lange tijd bleef Rijen veel kleiner dan Gilze. Van 1831-1838, tijdens de Belgische Opstand, waren er zeer veel Nederlandse militairen te Rijen gelegerd. In 1863 opende het station Gilze-Rijen. Dit gaf aanleiding tot de komst van enige industrie. Vooral door de opkomst van de leerindustrie groeide Rijen zeer snel, en toen in 1944 het gemeentehuis in Gilze door de bezetter werd verwoest, verplaatste men de zetel van het gemeentebestuur naar het inmiddels grotere Rijen.

## Bezienswaardigheden
- De Maria Magdalenakerk is een neogotische kerk uit 1906, door Hubert van Groenendael. De toren is 60,73 meter hoog.

Het haantje op de toren kijkt op een hoogte van 65,34 meter over Rijen heen, gemeten door de landmeetkundige dienst van de gemeente Gilze en Rijen.
- De Kazerne Prinsenbosch is in 1941 gebouwd door de bezetter in historiserende Heimatstil. De gebouwen, met hoge zadeldaken, zien eruit als boerderijen en villa's.
- Het gemeentehuis van Gilze en Rijen in de stijl van de Bossche School is een gemeentelijk monument.
- Enkele voormalige leerlooierijen zijn geklasseerd als rijksmonumenten en wel:
  - Lederfabriek G.B. Seelen en Zoon (1908-1993), aan Heistraat 3.
  - Leerfabriek C. en A. van Gorp, Hoofdstraat 77, gestart in de jaren 30 van de 20e eeuw in een schoolgebouwtje uit 1870 en geleidelijk uitgebreid, maar gesloten in 1996.
  - Een leerlooierij uit 1928 aan Hoofdstraat 117, waarin de looikuipen nog aanwezig zijn.

## Economie

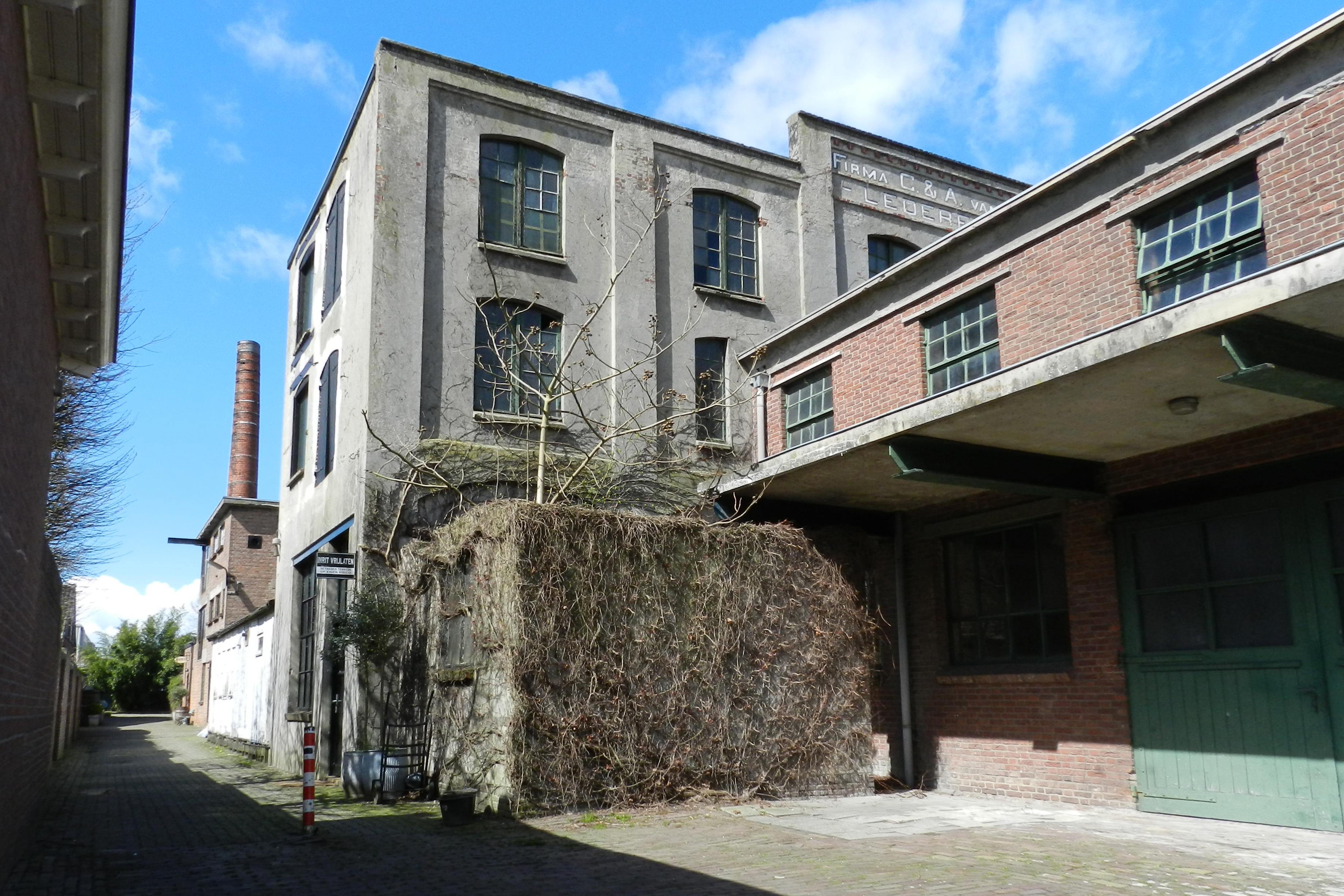
Voormalige leerfabriek van C. en A. van Gorp aan de Hoofdstraat 77 in Rijen

Het dorp staat bekend om zijn vele oude leerlooierijen. Ook kende Rijen sinds de tweede helft van de 19e eeuw een belangrijke steenfabriek, eerst Van den Heuvel, later "De Vijf Eiken" genaamd. Tot de sluiting in 1992 was het een van de grootste en modernste steenfabrieken van Nederland. Ook de Vliegbasis Gilze-Rijen, gelegen tussen Rijen en Gilze, is van belang voor de werkgelegenheid. Hier heeft de Luchtmacht AH-64D Apache gevechtshelikopters en CH-47D/F Chinook en AS-532 Cougar transporthelikopters gestationeerd. Het is anno 2015 de grootste militaire luchtbasis van Nederland. Sinds 1952 vestigde Curver Plastics (Curtius en Verschuren) zich in Rijen. De internationaal opererende fabrikant van kunststofproducten heeft de hoofdzetel nog steeds in Rijen.
Ook ten zuidoosten van Rijen bevindt zich een aanzienlijk bedrijventerrein. Een van de bedrijven die zich daar vestigde was Ericsson. Dit vervaardigde bedrijfstelefooncentrales en later ontwikkelde het voornamelijk software. In 2009 werkten er bij Ericsson in Rijen ongeveer 1.450 mensen, maar er dreigden ontslagen, ondanks de uitstekende resultaten van het bedrijf. Onder meer 100 administratieve krachten uit het in 1997 geopende hoofdkantoor zouden verdwijnen, waardoor het personeelsbestand af zou nemen tot 1200. Een deel van het terrein werd afgestoten en in december 2010 werden plannen voor de bouw van een campus ontvouwd waar ondertussen een aantal bedrijven werkzaam zijn, onder meer in de luchtvaartsector.
Los van dit alles kent Rijen een uitgebreide middenstand en een weekmarkt op donderdagmiddag van 13.00 tot 17.00 uur op het Wilhelminaplein en de Stationsstraat.

## Natuur en landschap
Ten oosten van Rijen ligt een grootschalig ontginningslandschap. Hier lopen de Grote Leij, de Kleine Leij en de Landscheiding in noordelijke richting. Al deze riviertjes komen uiteindelijk in de Donge uit.
Het landschap ten zuiden van Rijen, de voormalige Molenschotse Heide, wordt gekenschetst door militair gebruik. Ten westen van Rijen bevindt zich de Boswachterij Dorst, een uitgestrekt bosgebied. Aansluitend, ten noorden van Rijen, het bosgebied De Duiventoren. In het noordoosten loopt het Wilhelminakanaal, met het broekgebied Lange Rekken dat tussen dit kanaal en de Donge is gelegen.

## Onderwijs
- Katholieke basisschool Burgemeester van Mierlo
- Ontmoetingscentrum De Brakken
- Katholieke basisschool St. Jozef
- De Kring Jenaplan-basisschool op algemene grondslag
- Basisschool De Vijf Eiken

## Sport

### Verenigingen
- Badmintonvereniging De Bever
- Zwemvereniging Mobydick '72
- Rijense Handbal Vereniging R.H.V.
- Fit-n-Squash Rijen (Fitness-Squash-Spinning-Powerplate)
- Budo Vereniging Rijen
- Voetbalvereniging Rijen
- Zaalvoetbal Rijen
- Tennisclub Rijen (T.C. Rijen)
- Tennis en Padelclub Cash
- Hockeyclub Gilze-Rijen
- Basketbalvereniging BBF Migliore
- Volleybalvereniging CSS
- Atletiekvereniging AV Spiridon
- Turn- en gymnastiekvereniging FLOS
- Biljartvereniging LuPa
- Rijense Dart Ranking
- Tafeltennisvereniging DIOR Rijen
- Anadoluspor Rijen (zaalvoetbalclub)
- Handboogvereniging Vriendenkring
- Sportpark de Leemput (jeu de boules, midgetgolf, pitch en put golf)
- Rijense Bridge Club

## Sport
Op zondag 21 augustus 2022 liep de route van de derde etappe (van Breda naar Breda) van de Ronde van Spanje 2022 door Rijen.

## Openbaar vervoer

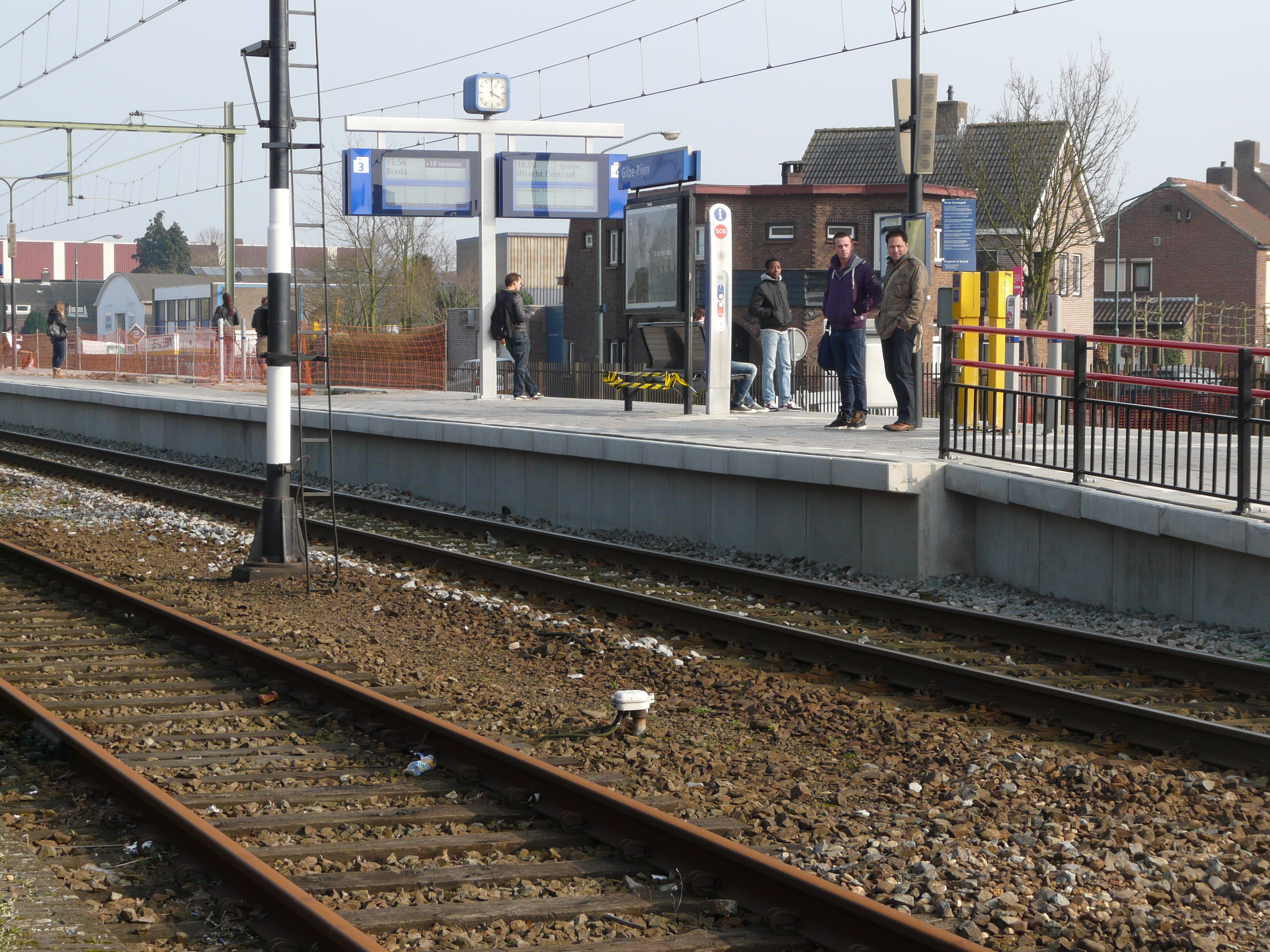
NS-Station in Rijen

Station Gilze-Rijen ligt aan de zuidkant van Rijen, er vertrekken treinen richting Breda, Tilburg, Den Bosch en Nijmegen. Busverbindingen zijn er met Gilze, Breda, Oosterhout en Dongen. Het busvervoer wordt verzorgd door Arriva:
- Lijn 170: Gilze - Rijen - Dorst - Breda
- Lijn 205: 's Gravenmoer - Oosteind - Oosterhout - Dorst - Molenschot - Rijen
- Lijn 206: Rijen - Dongen - 's Gravenmoer - Kaatsheuvel - Sprang-Capelle - Waalwijk

## Nabijgelegen kernen
Dongen, Dorst, Hulten, Molenschot, Oosterhout, Reeshof en Tilburg.

## Geboren in Rijen
- Janus Theeuwes (1886-1975), handboogschutter
- Theo de Graaf (1912-1983), politicus
- Kees Willemen (1943), tekenaar-cartoonist
- Peter Gillis (1962), ondernemer
- Jeroen Blijlevens (1971), wielrenner
- Willy van de Wiel (1982), darter

## Elders geboren bekende inwoners
- Gerben Karstens (Leiden, 1942 - Dongen, 2022), wielrenner
- Dick Buitelaar (Den Haag, 1938), voetbaltrainer

Dorpen: Gilze · Hulten · Molenschot · Rijen

Buurtschappen: Biestraat · Bolberg · Hooge Aard · Horst · Langereit · Nerhoven · Raakeind · Verhoven · Vossenberg · Weilerseind

Noord-Brabant: Steden en dorpen      Nederland: Provincies · Gemeenten